# Медвежинское сельское поселение
Медвежинский сельский округ — сельский округ в Исилькульском районе Омской области.
Административный центр — село Медвежье.

## География
Расстояние до районного центра — 32 км.

## Административное деление
| статус  | населённый пункт | год основания |
| ------- | ---------------- | ------------- |
| село    | Медве́жье         | ?             |
| деревня | Ку́льтжугут       | ?             |
| деревня | Луке́рьино        | ?             |
| деревня | Новоло́сево       | ?             |